# 성평등 걸림돌상
성평등 걸림돌상은 한국여성단체연합이 여성 권익을 저해한 개인 또는 단체에 시상하는 상이다. 이 상은 올해의 여성운동상과 성평등 디딤돌상과 함께 시상한다.

## 역대 수상자
| 연도   | 수상자                                                      | 수상 사유 |
| ------ | ----------------------------------------------------------- | --- |
| 1997년 | 김형선 대법관                                               | 여성차등정년인정 판사 |
| 1997년 | 시네마서비스 '맥주가 애인보다 좋은 7가지 이유' 제작사       | 여성의 성 상품화 조장 |
| 1997년 | 엘지그룹                                                    | 여성 노동자의 모성파괴, 폭행 야기 |
| 1997년 | 이재오 국회 내무위 소속의원                                 | 한총련 여대생 성추행 사건에 대해 "여성의 성을 투쟁 수법으로 써왔다"는 왜곡된 주장 |
| 1998년 | 이문열 작가                                                 | 소설 '선택'에서 가부장적 이데올로기를 강조하고 시대착오적인 남성 중심질서를 옹호 |
| 1998년 | 신태수 대구광역시지하철공사 대표                            | 근로자의 모집 및 채용에 있어 여성이라는 이유로 응시기회를 배제하여 시대를 역행하는 조치로서 여성의 지위를 후퇴 |
| 1998년 | 이주일의 코미디쇼                                           | 여성 출연자를 성적 도구로 이용, 임신 및 출산을 비속하게 다루어 생명존중에 대한 존엄성을 무시 |
| 1998년 | 오규정 SPARK 발행인                                         | 성인잡지라는 명목 하에 여성을 성적 쾌락의 도구로 저락시키고 여성을 단지 성적 존재로만 취급 |
| 1998년 | 정숙종 적준용역 대표                                        | 재개발 지구 철거과정에서 여성들을 상습 성추행하고 무자비한 폭력 |
| 2000년 | 박민호,김재협,박정호                                        | 여성노인의 행복추구권을 빼앗는 시대착오적 판결을 내린 서울고법 재판부 |
| 2000년 | 사이버 테러단                                               | 군 가산제 위헌결정에 반대하여 여성 네티즌을 상대로 무차별 사이버 성폭력을 자행 |
| 2000년 | 이사철 한나라당 대변인                                      | 근거없는 비방 모략으로 공익활동하는 여성단체 명예훼손 |
| 2000년 | SBS 슈퍼엘리트 모델 선발대회 <갈라쇼>                       | 1999년 9월 12일 방영에 방송된 SBS 프로그램이며 여성의 사회적 성 상품화 조장 |
| 2000년 | 한화국토개발 프라자컨트리클럽                               | 경기 보조원에게 여성 차별적 40세 조기 정년해고 |
| 2001년 | 이정빈 외교통상부 장관                                      | 아셈행사 직후인 2000년 10월 23일 저녁 외교통상부 출입기자들과 광화문 정부종합청사 근처 한식집에서 저녁식사를 하며 "올브라이트와 서로 포옹한 적이 있었는데 안아보니 가슴이 탱탱하더라", "KBS 심야토론에서 토론을 하다가 졸릴 때마다 방청석의 구로공단 여공들의 짧은 스커트 속 팬티를 보면서 잠을 깼다"고 말한 것으로 알려졌다. 이날 술자리에는 25명 가량의 외교통상부 출입기자와 10여명의 외교통상부국장급 간부들이 참석했는데 이장관은 참석자들과 폭탄주를 마신 뒤 이같은 발언을 했다. |
| 2001년 | 장성원 호텔롯데 사장                                        | 직장내 성희롱 사실을 은폐하고 피해자를 해고 |
| 2001년 | 김선종 서울중앙지방법원 판사                                | 사내 부부 여성 해고의 부당성을 전면 부정하여 여성 노동권 후퇴 |
| 2001년 | 이상철 한국통신 사장                                        | 고용평등 저해 |
| 2001년 | 김학연 육군 소장                                            | 여군들의 군 생활을 위협하는 성희롱 |
| 2002년 | 우근민 제주도지사                                           | 도지사 권력을 남용하여 여성 단체장을 성추행 |
| 2002년 | 군산경찰서장과 군산시장                                     | 군산시 화재참사 사건에 책임자 |
| 2002년 | 황성주 대전지방법원 판사                                    | 대전 동구 용전동에서 D스포츠마사지 업소를 운영하면서 윤락녀들을 고용해 윤락행위를 알선하고 화대비로 12억6,000만원을 갈취한 혐의로 구속영장이 청구된 최모씨에 대해 “공창(公娼)제도를 포함해 성의 제도화 문제는 매우 미묘하고 시각도 천차만별이지만 현재 우리 사회에서 윤락가나 룸살롱 등을 통한 성 매매가 사실상 묵인되고 있다”며 영장을 기각했다. |
| 2002년 | 서울행정법원 행정13부                                       | 경기보조원의 근로자성을 부정 |
| 2002년 | 조지 W. 부시 미국 대통령                                    | MD강행시도, 대북강경정책으로 한반도 평화위협 |
| 2003년 | 김무성 한나라당 의원                                        | "대통령이 유고될 경우 어떻게 여성 총리에게 국방 등 국정의 모든 것을 맡길 수 있겠는가" |
| 2003년 | 이명박 서울시장                                             | 여성정책관실 폐지, 서울시 행정을 과거로 후퇴 |
| 2004년 | 국회 법제사법위원회(위원장: 김기춘)                         | 구시대적이고 퇴행적 태도로 호주제 폐지에 찬물 |
| 2004년 | 동아TV <도전, 신데렐라>(책임프로듀서 김현아)                | |
| 2004년 | 임태득 예장합동 총회장 목사                                 | "우리 교단에서 여자가 목사안수를 받는다는 것은 택도 없다. 여자가 기저귀 차고 어디 강단에 올라와!" 발언 논란 |
| 2004년 | 이경재 의원                                                 | "손을 대라고 거기 앉아 있는 거지", "남의 집 여자가 우리 집 안방에 들어와 있으면 날 좀 주물러 달라고 와서 앉아 있는 거지", "우리가 그 여자 집에 들어가 있으면 모르지만 느닷없이 우리 안방에 와서 그냥 이렇게 누워 있으면 그거 무슨 의미로 받아 들여?" 여성 의원에 대한 성희롱 발언 |
| 2005년 | 유남석 서울행정법원 제4부 판사                              | 정영임 40세 직급정년 사건의 성 차별성을 부정하는 판결 |
| 2005년 | 윤재윤 부산고법 제2형사부 판사                              | 지적장애 1급 장애 청소년에게 "항거불능의 상태가 아니다"라는 이유로 가해자에 대한 무죄 선언 |
| 2005년 | 부산지검 동부지청, 부산고검, 대검찰청                       | 신부에 의한 유아 성폭력 사건을 불성실하게 수사하고 비전문적으로 판단하여 불기소 |
| 2005년 | 서울YMCA 박우승 이사장 외 이사 총 24명                      | 여성회원을 사람으로 인정하지 않아, 총회 참정권을 불인정 |
| 2006년 | 신세계이마트 용인 수지점점                                  | 무노조 경영이념으로 여성노동자 탄압 |
| 2006년 | 김이수서울고법 특별11부                                     | 여교사에게 술 따르기 강요가 성희롱이 아니라는 판결 |
| 2006년 | 주성영 한나라당 의원                                        | 제대 군인지원에 관한 법률을 제출, 피감기관으로부터 향응 제공 |
| 2007년 | 롯데호텔                                                    | 허수아비 용역회사 내세워 룸메이드 여성 노동자 해고 |
| 2007년 | Mnet <조정린의 아찔한 소개팅>                               | 막말, 인신공격, 비속어 사용, 성희롱 발언 등 |
| 2007년 | 최연희                                                      | 2006년 2월 24일 술자리에서 동석한 여성을 성추행하고 식당 주인인 줄 알았다고 하면서 재판과정에서 재판의 숭심을 성폭력이 아닌 술에 의한 판단력 상실, 즉 심신미약상태라고 주장 |
| 2007년 | 박계동 의원                                                 | 부적절한 성적 행동을 하는 동영상 유포 |
| 2008년 | 이랜드그룹 박성수 회장                                      | 비정규직보호법을 악용하여 여성 노동자 대량해고 |
| 2008년 | 문화일보 편집국장                                           | 2007년 학력위조 문제로 사회의 이목이 집중되어 있던 신**씨의 사건을 보도하면 서 문화일보는 지난해 9월 13일 근거없이 성로비 의혹을 제기하는 기사와 그 증거로 신 씨의 누드사진을 게재하였다. 사건과 상관없는 누드 사진 게재로 여성인권 침해 |
| 2008년 | 고조흥 한나라당 의원                                        | 위헌결정된 군 가산점 부활 법안 발의 |
| 2009년 | 장제원, 이범래 한나라당 의원                                | 안전한 먹거리 위해 촛불시위 나선 유모차 부대를 아동학대로 폄하 |
| 2009년 | 김성조 한나라당 의원                                        | 지역별 최저임금제 도입, 수습기간 3개월에서 6개월로 연장, 60세 이상 고령자에게 최저임금 감액적용, 사용자가 제공하는 숙박 및 식사비를 임금에서 공제, 의결기간 내 최저임금이 의결되지 않을 경우 공익위원이 최저임금안을 의결할 수 있도록 하는 내용을 주요골자로 하는 최저임금법 발의 |
| 2009년 | 오준근 청주지방법원 형사 11부 부장판사                      | 10대 지적장애 아동에 8년 동안 성폭력을 행사한 친족일가(친할아버지, 큰아버지, 작은 아버지 등)에 대해 ‘어려운 환경에서도 피해자의 양육을 도맡아 왔고, 앞으로도 피고인의 지속적인 관심과 도움이 필요한 것으로 보이며, 나이도 많고 충분히 반성한다’는 이유로 각각 집행유예 판결을 내렸다. |
| 2010년 | 대구지방법원 판사                                           | 수십년간 아동을 성추행한 애활원 원장 성폭력 사건의 녹화진술영상이 신빙성이 없다는 이유로 가해자에게 무죄판결을 내린 대구지방법원 1심 재판부와 신빙성은 있지만 녹화진술로만 성폭력 혐의를 인정할 수 없다며 무죄 판결을 내린 대구지방법원 2심재판부 |
| 2010년 | 심화진 성신여대 총장                                        | 임신, 출산, 육아에 필요한 사회적 지원에 대한 고려 없이 학생들에게 출산 및 낙태방지 선언을 강요 |
| 2010년 | 이달곤 행정안전부 장관                                      | 국가인권위원회를 축소하고 광우병국민대책회의에 참여했다는 이유만으로 한국여성노동자회의 공익활동지원사업 보조금 지급을 거부 |
| 2011년 | 강용석 의원                                                 | "아나운서 될려면 다 줄 각오를 해야 한다"며 여성 아나운서를 비하 |
| 2011년 | 한나라당 제작 <선거탐구생활> 동영상                         | 지방선거를 앞두고 한나라당이 제작해 여성유권자를 무지한 것으로 묘사 |
| 2012년 | 나상훈 판사                                                 | 대전지역에서 지적장애 여중생 1명을 일반계 고등학교 4개 학교 16명이 약 한 달에 걸쳐 집단 성폭행한 사건에 대해 16명의 가해자가 수능시험 응시자라는 이유로 1년 가까이 선고를 유예 |
| 2012년 | 포항남부경찰서                                              | 2010년, 2011년 포항 유흥업소에서 일하던 여성들의 죽음이 끊이지 않던 당시 포항 대잠동 일대 유흥업주들의 모임인 한마음회 소속 업주의 업소에서 향응을 제공받고 골프장까지 다니는 불법행위 |
| 2012년 | 김형오 전 의장과 강용석 의원 제명안에 반대한 134명 국회의원 | 2011년 8월 1년을 끌어온 성희롱 발언 강용석 의원에 대한 제명안이 국회 본회의에서 부결되게 만든 장본인 |
| 2013년 | 윤창중 전 청와대 대변인                                     | 성추행 의혹으로 사퇴 |
| 2013년 | 남양유업                                                    | 여성 노동자에게 고용상 불이익 |
| 2013년 | 이진한 전 서울중앙지검 2차장검사                            | 여기자 성추행 의혹 |
| 2013년 | 김태흠 새누리당 의원                                        | '국회 청소용역 노동자 직접고용 재검토' 발언으로 논란 |
| 2013년 | 전주 자림복지재단과 가해자 2명                              | 시설 내 장애인 성폭력사건을 은폐·묵인한 혐의 |
| 2013년 | 르노삼성자동차                                              | 직장 내 성희롱 피해자에 대한 불이익 논란 |
| 2014년 | 노아무개 소령                                               | 군대 내 성추행 문제로 여군 장교가 스스로 목숨을 끊은 ‘오 대위 사건’과 관련해 가해자이면서도 잘못을 반성하는 대신 결백을 주장 |
| 2014년 | 스토리온의 <렛미인>                                         | 외모 차별을 심화시키는 케이블방송사 |
| 2014년 | 중소기업중앙회                                              | 계약직 여성노동자의 죽음조차 외면 |
| 2014년 | 서울고등법원 재판부                                         | 가정폭력 피해자에 의한 가해자 사망 사건과 관련해 피해자의 정당방위를 불인정 |
| 2014년 | 대법원                                                      | 중학생에게 연예인을 시켜주겠다고 접근해 상습 성폭력을 저지른 연예기획사 대표에 대해 무죄 취지 판결 |
| 2014년 | 레이테크코리아                                              | 정규직 직원을 강압적으로 비정규직·계약직으로 변경하려 한 라벨 제작 전문업체 |
| 2015년 | 박근혜 정부의 3대 정책                                      | 성차별을 강화하는 학교성교육 표준안 여성노동자의 고용불안과 쉬운 해고를 가능토록 한 노동정책 소수자를 차별하고 성평등 인식을 왜곡·후퇴시키는 양성평등정책 |
| 2016년 | 행정자치부                                                  | 가임기 여성 출산지도 제작 |
| 2016년 | 금복주                                                      | 결혼한 여성 직원에게 퇴사를 강요하는 등 성차별적 관행을 유지 |
| 2017년 | 수성구 구의원 8명                                           | 성추행 가해 의원의 제명에 반대 |
| 2017년 | 수성경찰서                                                  | 피해자의 인권을 보호하지 않아 2차 피해를 발생 |
| 2018년 | ‘한국가스안전공사’                                          | 여성을 뽑지 않기 위해 면접순위를 조작하여 여성입직을 봉쇄했음. |
| 2018년 | ‘한샘’                                                      | 최악의 직장 내 성폭력 사건 해결 과정을 보여주었음. 남성 동기에 의한 불법 촬영, 사건해결을 도와주겠다고 접근한 신입직원 교육담당자에 의한 성폭행, 이 사건을 책임지고 해결해야 할 인사담당자에 의한 성추행 등이 함께 발생 |
| 2018년 | ‘아프리카 TV’                                               | 자신들의 플랫폼에서 여성혐오 컨텐츠가 반복되는 상황에 대해 제대로 된 대책을 마련하지 않고, 그들이 안겨주는 수익에 대한 감사 표시로 상을 주는 행태를 반복하고 있음. |
| 2018년 | ‘이주여성 친족성폭력사건 담당 제주지방법원 1심 재판부’      | 성폭력 판단에서 ‘피해자다움’의 전형적인 통념을 보여준 판결. |
| 2018년 | ‘대구 가톨릭병원’, ‘한림대 성심병원’                        | 간호사를 성적 대상화하여 사회적 논란 일으킴. |
| 2018년 | ‘대구은행’                                                  | 직장 내 성폭력에 미온적 대처하며 2차 피해를 입힘. |

## 비판
근대형법의 기본원칙과 관련된 문제 혹은 제대군인 지원에 관한 문제는 인권과 관련된 문제인데, 이를 단순히 여성과 남성의 문제로 바라보아 그 기준에 맞지 않는 단체나 개인에게 무조건 이 상을 주었다는 점에서 인권상이라는 이름에 걸맞지 않다는 비판이 있다.
또한 골든 라즈베리나 다윈상처럼 특정인이나 특정 단체를 비하하기 위해 시상하는 시상식이라는 점에서 비판을 받고 있다.

## 같이 보기
- 올해의 여성운동상
- 성평등 디딤돌상